# Fraternitas Rosae Crucis
A Fraternitas Rosae Crucis (FRC) é uma das mais tradicionais fraternidades rosa-cruzes. Segundo a sua própria tradição, ela se reivindica a autêntica Ordem Rosacruz fundada em 1614 na Alemanha com a publicação do manifesto Fama Fraternitatis (tendo como fundador mítico Christian Rosenkreuz), e a qual pertenceu o famoso Rosa-Cruz Paschal Beverly Randolph. Em sua forma atual ela foi fundada por Reuben Swinburne Clymer. Sua sede mundial fica nos Estados Unidos.